# Минская (станция метро, Киев)
«Ми́нская» (укр. «Мíнська» (слушать)о файле) — 24-я станция Киевского метрополитена. Расположена в Оболонском районе и на Оболонско-Теремковской линии между станциями «Оболонь» и «Героев Днепра». Открыта 6 ноября 1982 года. Название получила от ряда объектов, расположенных в окрестностях станции — Минского района (ныне — Оболонский) и Минской площади. Пассажиропоток — 50,8 тыс. чел./сутки.
Весной 2022 года была одной из пяти станций Киевского метрополитена, которая предложена к переименованию, наряду с «Героев Днепра», «Берестейской», «Площадью Льва Толстого» и «Дружбы народов». Однако власти Киева оставили название «Минская» по ходатайству белорусов, воюющих на стороне Украины.

## Конструкция и оформление
Станция мелкого заложения, первая односводчатая в Киеве. Имеет подземный зал с островной посадочной платформой. Оформление станции выполнено в стиле белорусских народных орнаментов. Платформа с обоих торцов соединена лестницами с двумя подземными вестибюлями, совмещёнными с подземными переходами на Оболонском проспекте и улице Левка Лукьяненко.
Наземные вестибюли отсутствуют. Оба подземных перехода имеют по 4 входа-выхода. Архитектурное решение станции является комбинацией приемов, не имевших до того прямых аналогов в киевском метро: свод станции представляет собой ступенчатую конструкцию, в которой смонтировано скрытое закарнизное освещение белого цвета. Центральная ось зала визуально подчеркнута белорусскими орнаментами, сплошной полосой проходящими вдоль всего потолка. Путевая стена имеет сравнительно небольшую высоту и покрыта мрамором, карниз стены покрыт орнаментом на белом фоне.

## Изображения

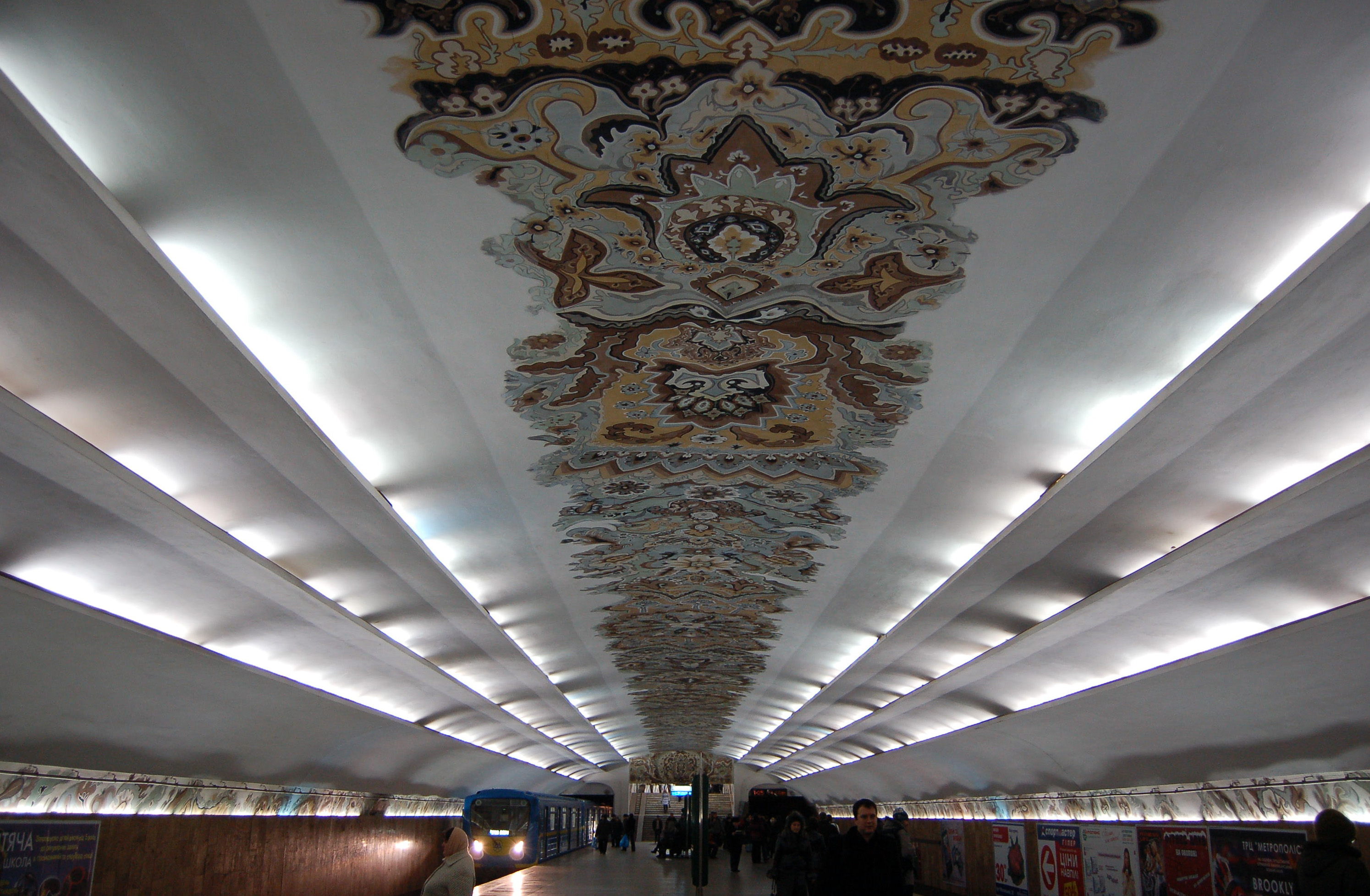
Свод зала станции
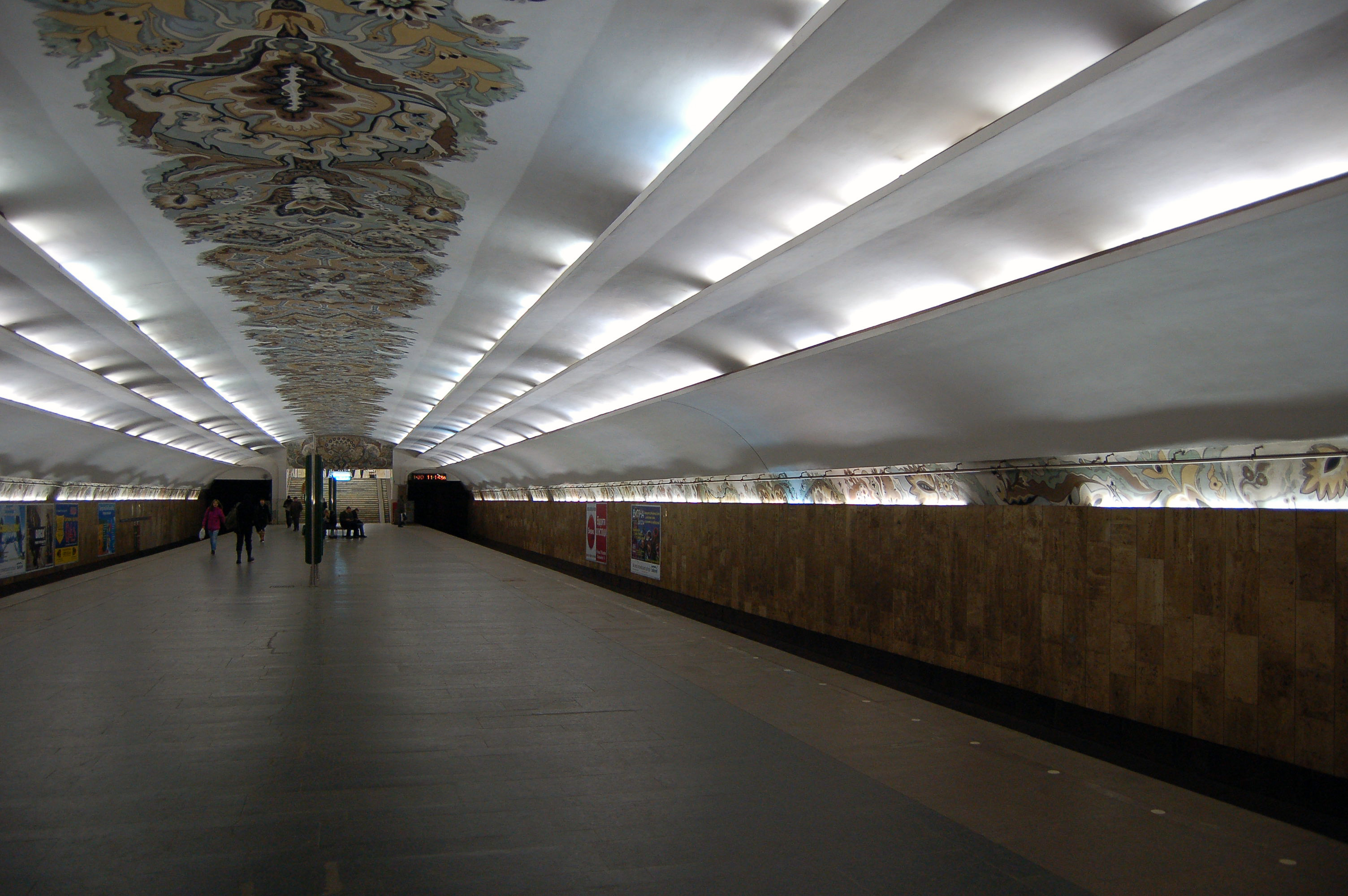
Зал станции
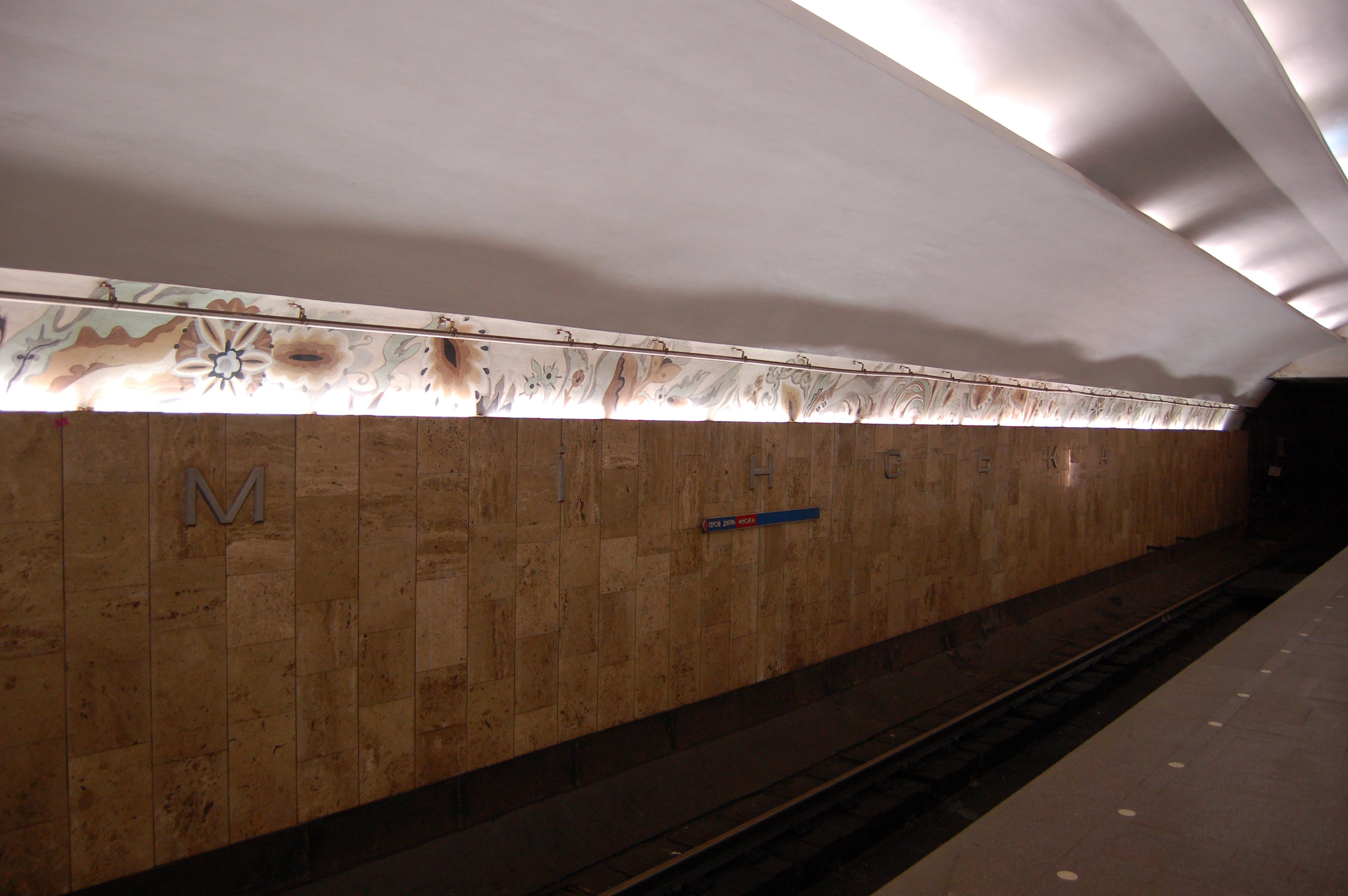
Название станции на путевой стене
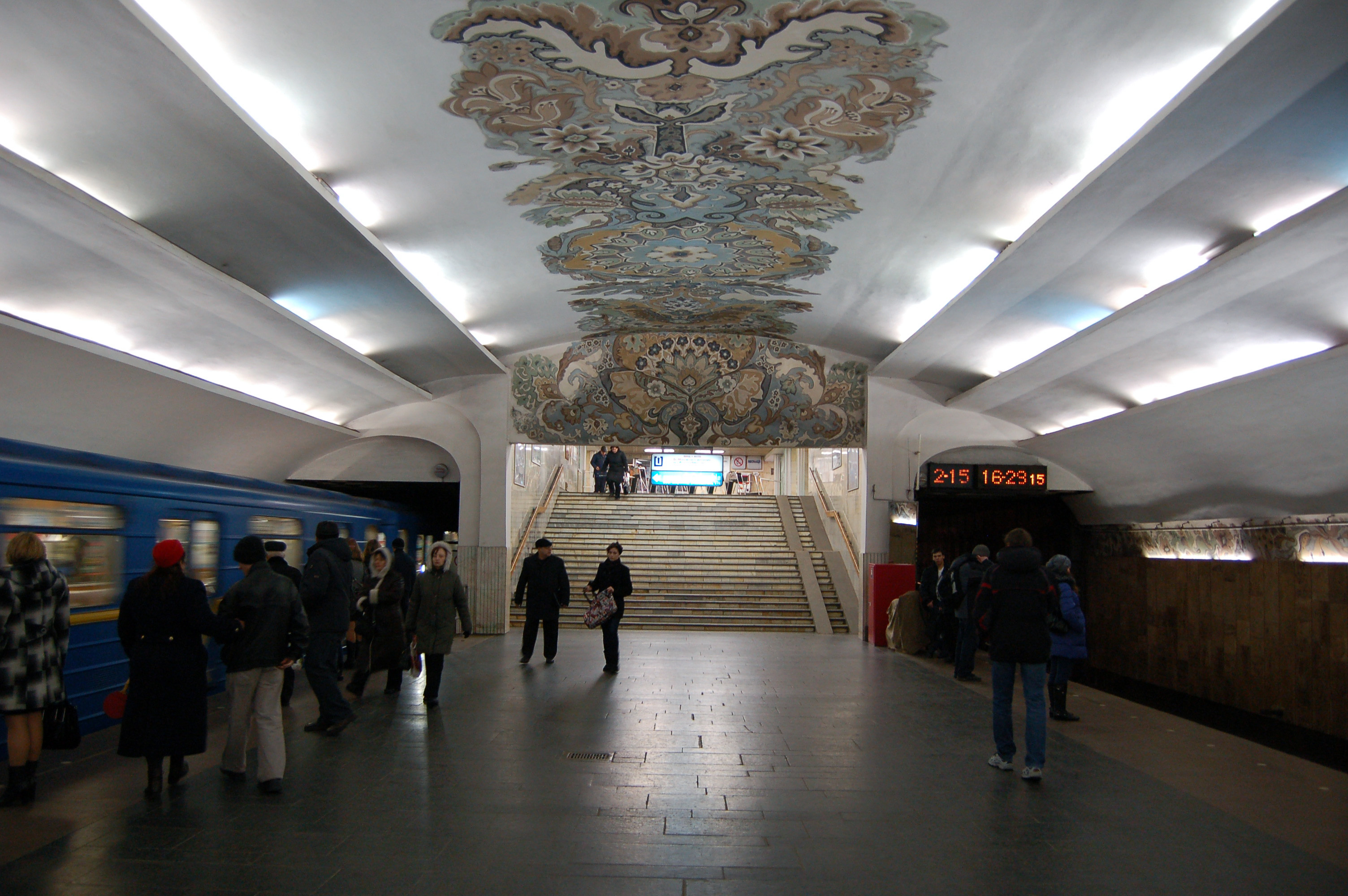
Лестница на платформу
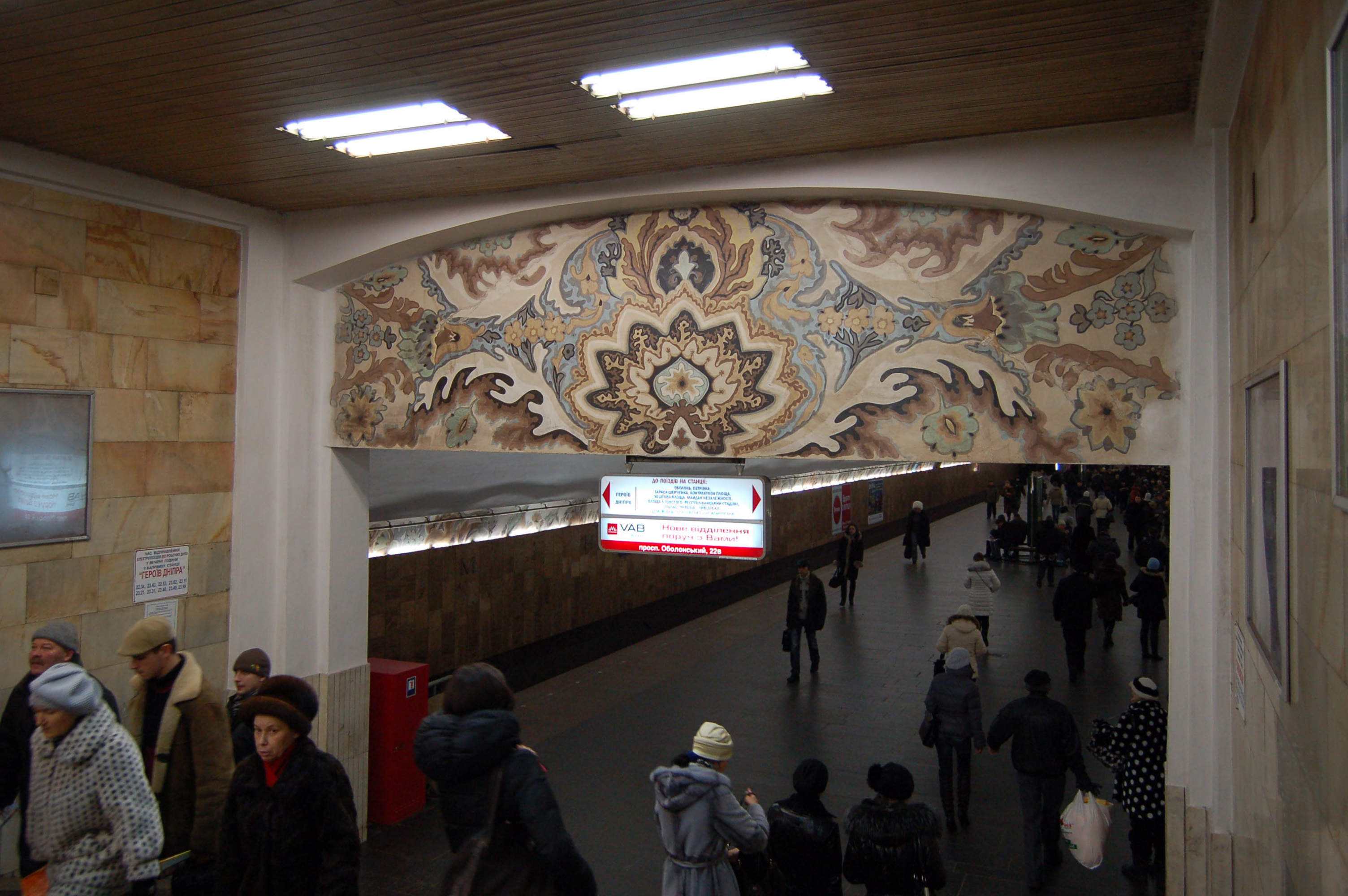
Лестница на платформу
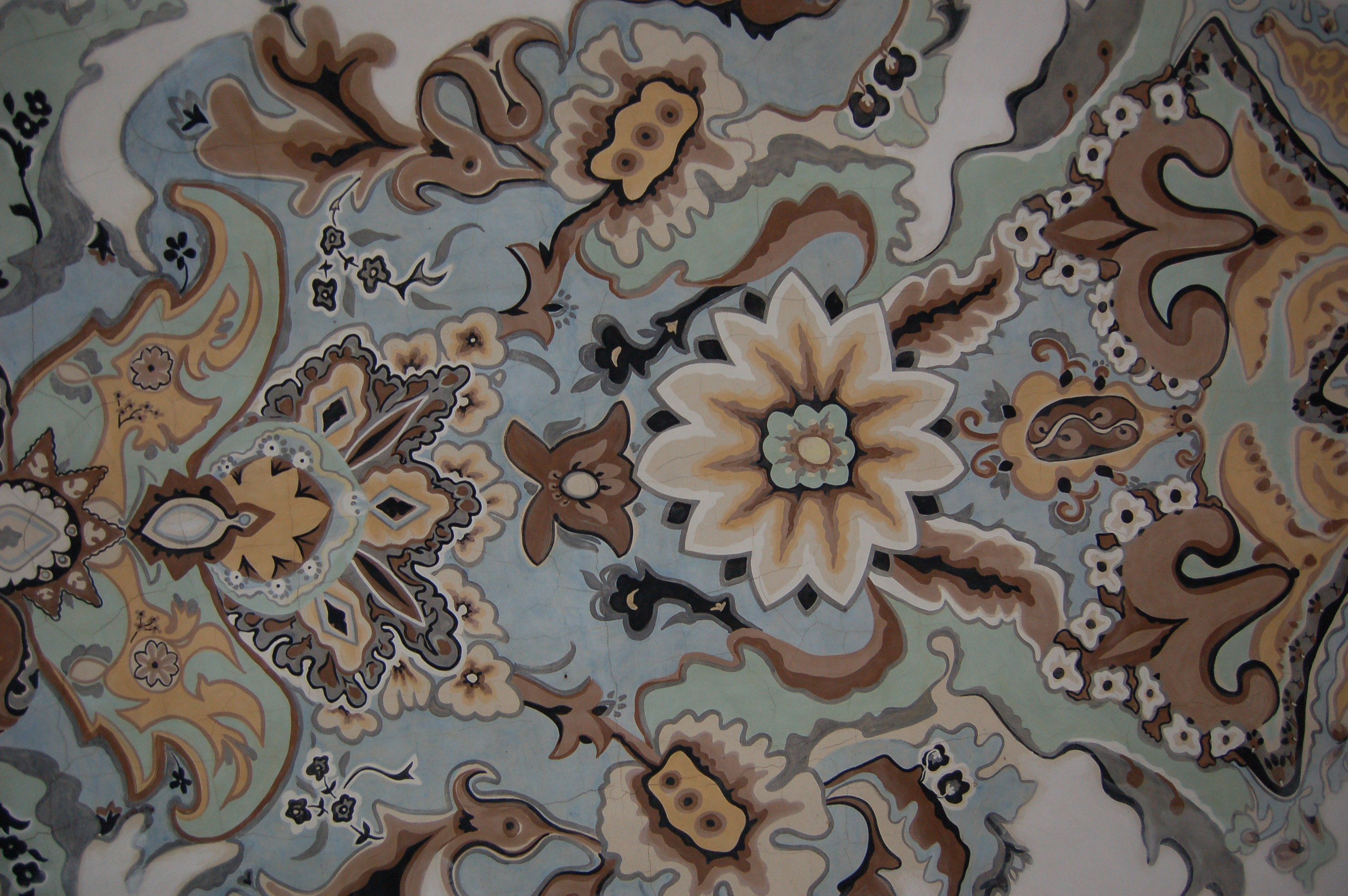
Орнамент на своде центрального зала
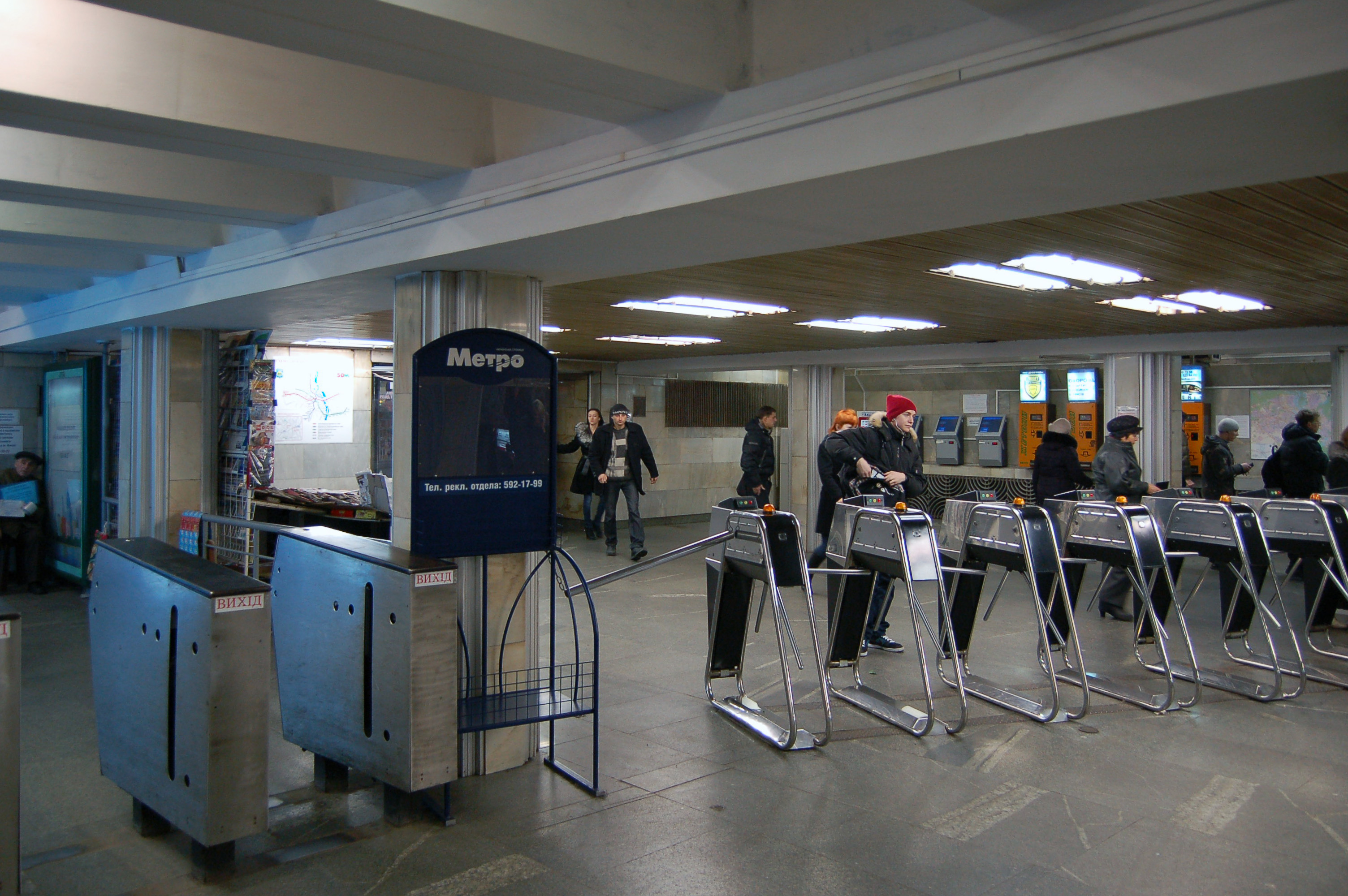
Кассовый зал
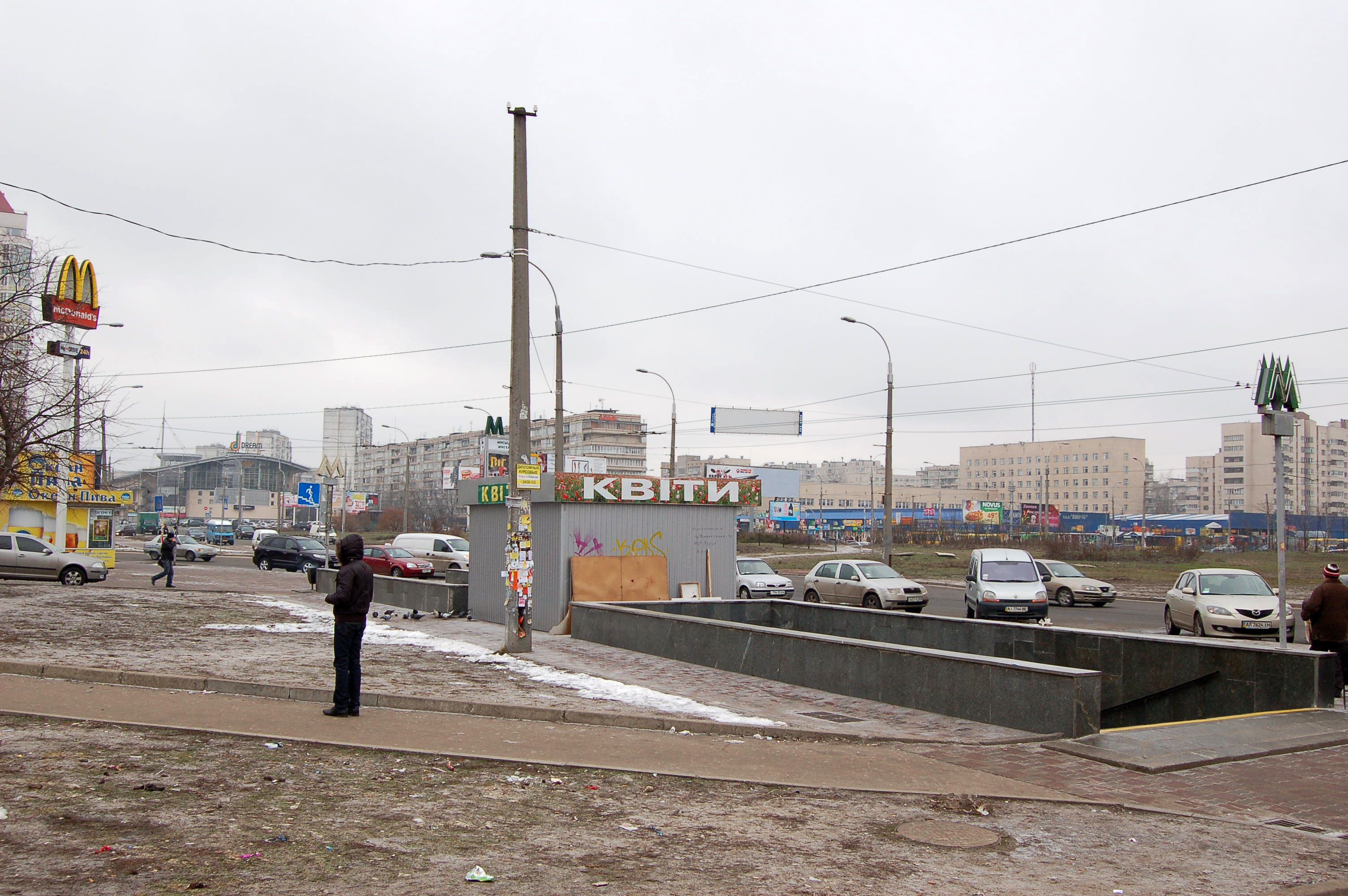
Вход в подземный переход к станции

## Режим работы
Открытие — 5:33, закрытие — 0:04
Отправление первого поезда в направлении:

ст. «Героев Днепра» — 6:02

ст. «Выставочный центр» — 5:34
Отправление последнего поезда в направлении:

ст. «Героев Днепра» — 0:31

ст. «Выставочный центр» — 0:07